# Microregione di Ituverava
Ituverava è una microregione dello Stato di San Paolo in Brasile, appartenente alla mesoregione di Ribeirão Preto.

## Comuni
Comprende 5 comuni:
- Aramina
- Buritizal
- Guará
- Igarapava
- Ituverava